# Cratere Swann
Swann è un cratere lunare di 42,18 km situato nella parte nord-occidentale della faccia nascosta della Luna.